# Франсоа Мишел Льо Телие дьо Лувоа
Франсоа Мишел Льо Телие дьо Лувоа (на френски: François Michel Le Tellier de Louvois) е от 1677 до 1691 г. военен министър (държавен секретар за войната) на Франция при Кралят-Слънце Луи XIV. Благодарение на своите реформи и блестящи организаторски способности той създава огромната за времето си постоянна армия от 350 – 400 хиляди войници и осигурява дългогодишно превъзходство на Франция в Европа.

## Произход и младост
Лувоа е роден в Париж на 18 януари 1641 г. в семейството на Мишел льо Телие, който скоро след това заема поста военен министър.
Младият Франсоа получава образование при йезуитите, а през 1658 г. става член на парламента в Мец. Основният му интерес обаче е да учи занаята на баща си, на когото през 1661 г. става пръв помощник. След като Льо Телие става канцлер, синът му логично получава доверието на краля да заеме неговия пост. Тогава само 36-годишен, той е отличен избор, защото по размах, амбиция и хладен подход към проблемите той изпреварва всички други министри, освен Колбер.

## Държавен секретар за войната

### Военни реформи
Реформите започват още при баща му, но са разгърнати в много по-голям мащаб от Лувоа. Първо изпитание за младия министър е Деволюционната война, но в нея французите не успяват да покажат военните си способности поради бързото сключване на мирен договор в Екс-Ла-Шапел (Аахен). Последвалият период до началото на Холандската война (1668 – 1672) Лувоа използва за начало на преобразованията. На първо място се подобрява системата за рекрутиране на войниците, а възможностите за отклонение от военна служба се свеждат до минимум. Установяват се ясни заплати, които се изплащат изцяло и навреме. Чуждите наемници се организират в отделни полкове (особено швейцарци), за да се избегнат конфликти с французите. Особено важно е прецизирането на военните чинове в строга йерархия (1675). Само държавата запазва правото си да повишава офицерите. В същото време практиката да се купуват военни чинове е прекратена.
Важна инициатива на Лувоа е да се създаде централизирано снабдяване на армията от държавни складове и арсенали. Службите, които се занимават с това, са напълно реорганизирани. С щедрото финансиране от държавата той повишава значително числеността на армията – от 50 000 през 1667 до 280 000 през 1678 и до колосалните 450 000 през 1695 г. Благодарение на Лувоа кралят може да си позволи да я задържи и в мирни периоди, а това е практика, която всеки силен владетел опитва да продължи в следващите векове.
Лувоа става инициатор за редица въведения. През 1668 г. във Франш-Конте въвежда използването на гранати, което през 1679 г. довежда до появата на сапьорска рота, а в края на века ротите вече са четири. По негово настояване всички войници се въоръжават със саби вместо досегашните рапири, защото сабите могат да секат, а не само да пробождат. Впоследствие той въвежда металните остриета на пушките (щиковете). Така един войник може едновременно да стреля и пробожда, редиците на пехотата се сгъстяват и за първи път от векове тя съумява да се противопостави на конницата в полевите сражения.

### Критики и оценка на делото на Лувоа
Лувоа е известен с решимостта и дори бруталния начин, по който въвежда реформите си. Неслучайно той е в остър конфликт с именити маршали като Тюрен и Люксамбур. решението му да замени рапирите предизвиква недоволство на целия офицерски състав, съставен от потомствени аристократи. Като представител на аристокрацията на робата Лувоа презрително подминава възраженията им. Той установява значително влияние върху краля и успява да повлияе на много от решенията му – нахлуването в Нидерландия (1672), Реюниона (1679 – 85), атаката против Генуа (1684), Драгонадите (1685). Влиянието му нараства особено след смъртта на неговия противник Колбер през 1683. Смъртта му през 1691 г. се отразява веднага на организацията на армията. Както се изразява един историк, „ако Лувоа беше жив, обсадата на Намюр [през 1692 г.] щеше да започне през март, а не през април и щеше да продължи три, а не пет седмици“.